# Okręty podwodne typu Hecht
Hecht, typ XXVIIA – niemiecki miniaturowy okręt podwodny skonstruowany podczas II wojny światowej.
Początek projektu Hecht jest związany z wydobyciem przez Niemców brytyjskich okrętów typu X, zatopionych podczas próby zatopienia pancernika „Tirpitz”, w ramach operacji Source. Hauptamt Kriegsschiffbau przygotowała projekt dwuosobowego okrętu podwodnego, opartego na zbadanych brytyjskich miniaturowych okrętach podwodnych. Prototyp oznaczono jako typ XXVIIA i nazwano „Hecht” (pol.: szczupak).
Podobnie jak brytyjski typ X, Hecht był przeznaczony do przewozu ładunków wybuchowych do atakowania wrogich jednostek, nie odbiegał jednak znacznie od swojego brytyjskiego pierwowzoru. Zrezygnowano z podwójnego napędu diesel/silnik elektryczny na rzecz elektrycznego silnika torpedowego konstrukcji AEG o mocy 12 KM, gdyż Hecht z założenia nie miał w ogóle operować na powierzchni. Wybór ten skutkował jednak niskim zasięgiem i prędkością maksymalną.
Ponieważ okręt musiał być zdolny do pokonania zapór podwodnych, został zaprojektowany bez charakterystycznych dla okrętów podwodnych płetw i innych elementów umożliwiających kierowanie. Zamiast tego postanowiono do sterowania posłużyć się kontrolą wagi i ciśnienia wewnątrz kadłuba. Jednakże ze względu na słaby rozwój tego typu technologii i brak zbiorników balastowych powrócono do tradycyjnego sterowania.
Chociaż Hecht został zaprojektowany do transportu ładunków wybuchowych, Karl Dönitz nalegał, by został on wykorzystany do przeprowadzania ataków na okręty na wodach przybrzeżnych, więc łódź wyposażono w podwieszane torpedy i doczepiane miny na dziobie.

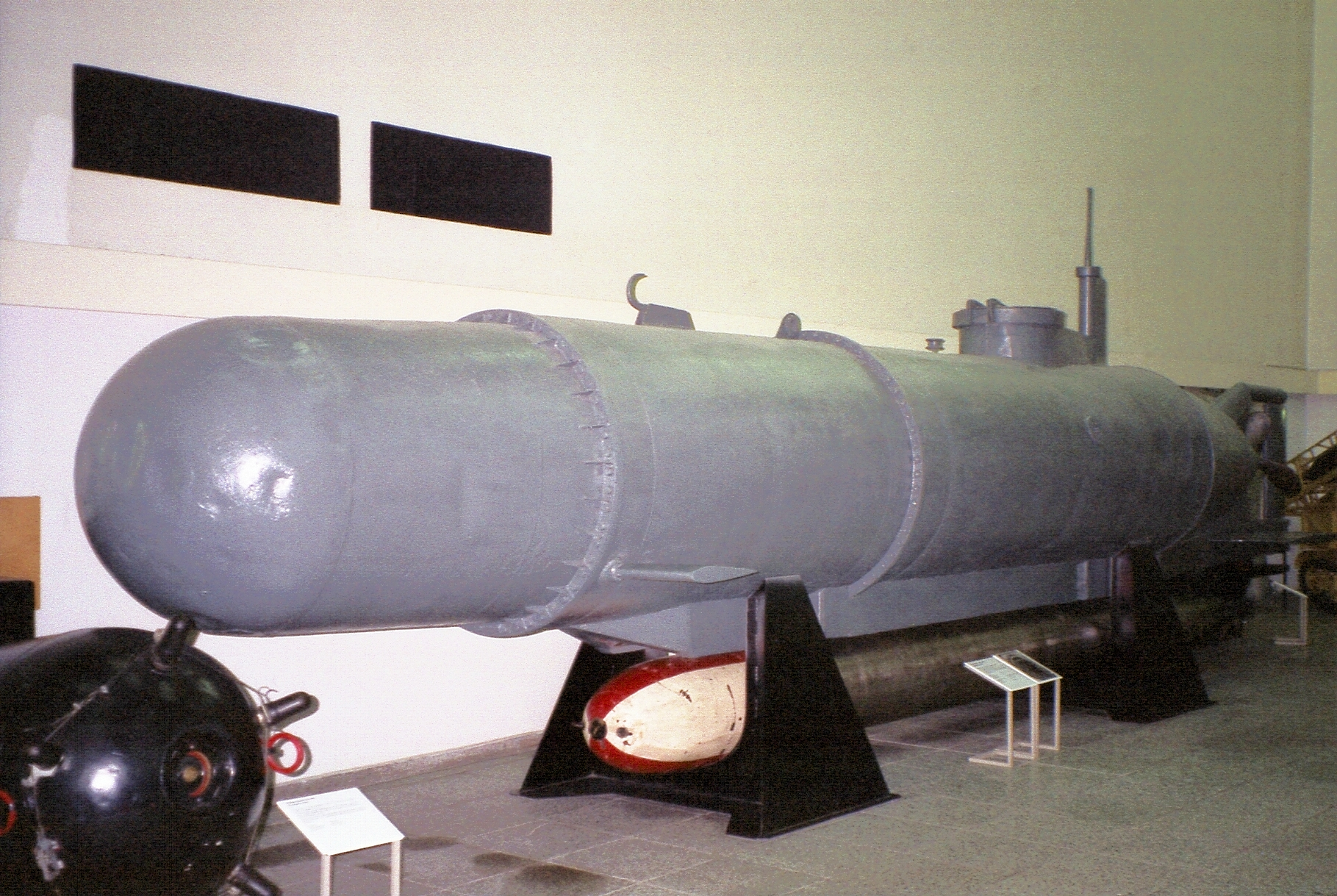
Hecht w muzeum w Dreźnie

Z zewnątrz Hecht przypominał brytyjski okręt podwodny typu Welman. Odłączany ładunek wybuchowy był przymocowany do dziobu jednostki, podczas gdy przednia część zawierała akumulatory i kompas żyroskopowy, po raz pierwszy zamontowany na niemieckim miniaturowym okręcie podwodnym, co okazało się niezbędne do żeglugi dla jednostki, która miała operować wyłącznie pod wodą. Dalej znajdował się przedział dla dwóch osób, siedzących jeden za drugim – mechanik z przodu, za nim dowódca. Miał on do dyspozycji peryskop i akrylową kopułę umożliwiającą nawigację.
18 stycznia 1944 roku Dönitz omówił nowy model okrętu z Hitlerem, który zaaprobował go, a 9 marca podpisano umowę z Germanienwerft w Kilonii na budowę prototypu, zaś następnie zawarto kontrakt na 52 jednostki.
Od maja do sierpnia 1944 roku zbudowano 53 okręty, ale z powodu niezadowalających wyników nie wzięły one udziału w działaniach bojowych i służyły głównie jako jednostki szkoleniowe dla załóg okrętów podwodnych typu Seehund.